# Jesús Vallejo
Jesús Vallejo Lázaro (Zaragoza, 5 januari 1997) is een Spaans voetballer die doorgaans als centrale verdediger speelt.

## Clubcarrière

### Real Zaragoza
Vallejo werd op tienjarige leeftijd opgenomen in de jeugdopleiding van Real Zaragoza. Hier tekende hij op 26 juli 2013 zijn eerste profcontract. Vallejo debuteerde op 23 augustus 2014 in het eerste elftal van Zaragoza tijdens een wedstrijd in de Segunda División tegen Recreativo Huelva. Hij maakte op 5 april 2015 zijn eerste competitietreffer, tegen Tenerife. Daarmee maakte hij gelijk, na een openingsdoelpunt van Aitor Sanz (1–1). In zijn debuutseizoen kwam Vallejo tot 33 optredens in competitieverband. Vallejo tekende in juli 2015 een contract tot medio 2021 Real Madrid, dat circa €5.000.000,- voor hem betaalde. Het liet hem gedurende het seizoen 2015/16 nog op huurbasis bij Real Zaragoza.

### Verhuurperiodes
Daarna volgde een jaar op huurbasis bij Eintracht Frankfurt, waarna hij twee jaar mocht proberen om aan te haken bij Real. Dit lukte Vallejo in die periode niet, waarna in juli 2019 een verhuur aan Wolverhampton Wanderers volgde. Dit zou eigenlijk voor een jaar zijn, maar nadat hij in zes maanden zelden aan spelen toekwam, mocht hij in januari 2020 op huurbasis aansluiten bij Granada. Hier speelde hij in twee seizoenen 51 wedstrijden.

### Real Madrid
Na twee seizoenen bij Granada speelde hij weer twee seizoenen bij Real, waar hij twaalf wedstrijden speelde over twee jaar. Daarna werd hij opnieuw voor een jaar verhuurd aan Granada, maar hier kwam hij door een onderbeenbreuk en een burn-out maar tot drie wedstrijden.

## Clubstatistieken
| Seizoen | Club                  | Competitie       | Competitie | Competitie | Beker | Beker | Internationaal | Internationaal | Totaal | Totaal |
| Seizoen | Club                  | Competitie       | Wed.       | Dlp.       | Wed.  | Dlp.  | Wed.           | Dlp.           | Wed.   | Dlp.   |
| ------- | --------------------- | ---------------- | ---------- | ---------- | ----- | ----- | -------------- | -------------- | ------ | ------ |
| 2014/15 | Real Zaragoza         | Segundo División | 34         | 1          | 0     | 0     | —              | —              | 34     | 1      |
| 2015/16 | Real Zaragoza         | Segundo División | 20         | 0          | 0     | 0     | —              | —              | 20     | 0      |
| 2016/17 | → Eintracht Frankfurt | Bundesliga       | 25         | 1          | 2     | 0     | —              | —              | 27     | 1      |
| 2017/18 | Real Madrid           | Primera División | 7          | 0          | 4     | 0     | 1              | 0              | 12     | 0      |
| 2018/19 | Real Madrid           | Primera División | 5          | 1          | 1     | 0     | 1              | 0              | 7      | 1      |
| 2019/20 | → Wolverhampton       | Premier League   | 2          | 0          | 2     | 0     | 3              | 0              | 7      | 0      |
| 2019/20 | → Granada             | Primera División | 11         | 0          | 3     | 0     | —              | —              | 14     | 0      |
| 2020/21 | → Granada             | Primera División | 21         | 0          | 4     | 0     | 12             | 0              | 37     | 0      |
| 2021/22 | Real Madrid           | Primera División | 5          | 0          | 1     | 0     | 2              | 0              | 8      | 0      |
| 2022/23 | Real Madrid           | Primera División | 1          | 0          | 1     | 0     | 2              | 0              | 4      | 0      |
| 2023/24 | → Granada             | Primera División | 3          | 0          | 0     | 0     | —              | —              | 3      | 0      |
| TOTAAL  | TOTAAL                | TOTAAL           | 134        | 3          | 18    | 0     | 21             | 0              | 173    | 3      |

Bijgewerkt op 11 juli 2024.

## Interlandcarrière
Vallejo kwam uit voor diverse Spaanse nationale jeugdelftallen. Hij was aanvoerder van zowel het Spanje – 19 waarmee hij het EK –19 van 2015 won als van het Spanje –21 waarmee hij het EK –21 van 2019 won. Hij was ook basisspeler in het Spanje –21 dat de finale van het EK –21 van 2017 haalde. In 2021 deed hij mee met het Spaans olympisch elftal op de Spelen van Tokio en won daar zilver.

## Erelijst
| Competitie            |             |                  |             |             |
| Competitie            | Aantal      | Jaren            |             |             |
| Real Madrid           | Real Madrid | Real Madrid      | Real Madrid | Real Madrid |
| --------------------- | ----------- | ---------------- | ----------- | ----------- |
| FIFA Club World Cup   | 2x          | 2017, 2018       |             |             |
| UEFA Champions League | 2x          | 2017/18, 2021/22 |             |             |
| UEFA Super Cup        | 3x          | 2017, 2022, 2024 |             |             |
| Supercopa de España   | 2x          | 2017/18, 2021/22 |             |             |
| Primera División      | 1x          | 2021/22          |             |             |
| Copa del Rey          | 1x          | 2022/23          |             |             |
| Spanje onder 19       |             |                  |             |             |
| UEFA EK –19           | 1x          | 2015             |             |             |
| Spanje onder 21       |             |                  |             |             |
| UEFA EK –21           | 1x          | 2019             |             |             |